# 土库曼斯坦宗教
| 土庫曼斯坦宗教 | 土庫曼斯坦宗教 | 土庫曼斯坦宗教 | 土庫曼斯坦宗教 | 土庫曼斯坦宗教 |
| -------------- | -------------- | -------------- | -------------- | -------------- |
|                |                |                |                |                |
| 伊斯蘭教       | 伊斯蘭教       |                | 89%            | 89%            |
| 基督宗教       | 基督宗教       |                | 10%            | 10%            |
| 未表態         | 未表態         |                | 1%             | 1%             |

土庫曼斯坦主要宗教是伊斯蘭教，和鄰近國家烏茲別克斯坦、阿富汗和伊朗一樣。根據“ 中情局世界概況”，土庫曼斯坦有89％的穆斯林和10％的東正教基督徒。大多數土庫曼斯坦俄羅斯族是東正教信徒，其餘的1％未知。2009年皮尤研究中心報告顯示，土庫曼斯坦穆斯林比例較高，有93.1％的人堅持信仰伊斯蘭教。
絕大多數的土庫曼人認定自己是穆斯林，承認伊斯蘭教是其文化遺產不可分割的一部分。但是，有些人只是支持恢復宗教地位，僅僅作為土庫曼民族復興的一部分。

## 宗教人口
根據土庫曼斯坦政府最近的一次人口普查（1995年），土庫曼族構成77％的人口。其他少數民族包括烏茲別克族（9.2％），俄羅斯族（6.7％）和哈薩克族（2％）。其餘的5.1％是亞美尼亞人，阿塞拜疆族和其他民族。遜尼派伊斯蘭教佔多數，最大的宗教少數派是俄羅斯正教會。
自土庫曼斯坦獨立以來，伊斯蘭教的複興得到了嚴格的控制。在蘇聯時代，只有四座清真寺在運作。土庫曼族，烏茲別克族，哈薩克族，俾路支族和普什圖族主要是遜尼派穆斯林。什葉派穆斯林許多是波斯人、阿塞拜疆人或居住在和伊朗邊界城市土庫曼巴希的庫德族。
1995年的人口普查顯示，俄羅斯族人口幾乎佔人口的7％，但之後大舉移回俄羅斯和其他地方，使俄羅斯族比例大幅度下降。大多數俄羅斯族和亞美尼亞人是東正教基督徒。土庫曼斯坦有13個俄羅斯東正教教堂，其中3個在阿什哈巴德。土庫曼斯坦俄羅斯東正教會為烏茲別克斯坦塔什干教區管轄。未註冊的教派有天主教會，耶和華見證人，猶太教和一些基督新教福音派團體。
巴哈伊教，浸信會，基督復臨安息日會和國際奎師那知覺協會唯有登記的宗教組織。根據報導，土庫曼斯坦有一個非常小的德國人社群，大部分居住在Serakhs 地區，信仰路德宗。大約有一千個波蘭人居住在土庫曼斯坦，他們已經大量溶入到俄羅斯人的社群中，並認定是俄羅斯東正教基督徒。估計有一千名猶太人居住在土庫曼斯坦。大多數是在二戰期間來自烏克蘭的猶太人。與烏茲別克邊界的城市土庫曼納巴德的有一些布哈拉猶太人。

## 其他宗教

### 基督宗教
土庫曼的基督宗教以東正教為主，約佔5%-10%，新教基督徒佔土庫曼斯坦人口的不到1％，也有極少數的天主教基督徒（約95人）。居住在土庫曼斯坦的亞美尼亞人（1％以下）大多屬於亞美尼亞使徒教會。

### 印度教
國際奎師那知覺協會將印度教帶到土庫曼斯坦，土庫曼斯坦的600名印度裔中有很多是印度教徒。

## 宗教自由
土庫曼斯坦的“憲法”第十一條保障宗教自由，但是實際上並不存在。前總統薩帕爾穆拉特·阿塔耶維奇·尼亞佐夫（Saparmurat Niyazov）的精神著作“魯赫納瑪”對所有宗教社群的強加。儘管有國際壓力，土庫曼斯坦當局嚴厲鎮壓所有宗教團體，許多宗教組織寧願在地下存在，也不必經過所有的官方障礙。耶和華見證人信徒被罰款和監禁，遭受毆打，因為他們的信仰或者是出於良知的反對者。